# XUND Bildungszentrum Gesundheit Zentralschweiz
Das Bildungszentrum XUND ist ein Aus- und Weiterbildungszentrum für Gesundheitsberufe in der Zentralschweiz. Rechtlicher Träger des Bildungszentrums XUND ist die Stiftung Berufsbildung Gesundheit Zentralschweiz. Als Stiftung wird das Bildungszentrum von den Alters- und Pflegezentren, den Spitälern und den Spitex-Organisationen der Zentralschweiz getragen.

## Geschichte
Das Bildungszentrum XUND ist 2017 durch die Zusammenführung der Bildungsangebote der Höheren Fachschule Gesundheit Zentralschweiz (HFGZ) und dem Berufsbildungsverband Zentralschweizer Interessengemeinschaft Gesundheit (ZIGG) entstanden. Das Bildungszentrum XUND unterrichtet an mehreren Standorten in der Zentralschweiz.

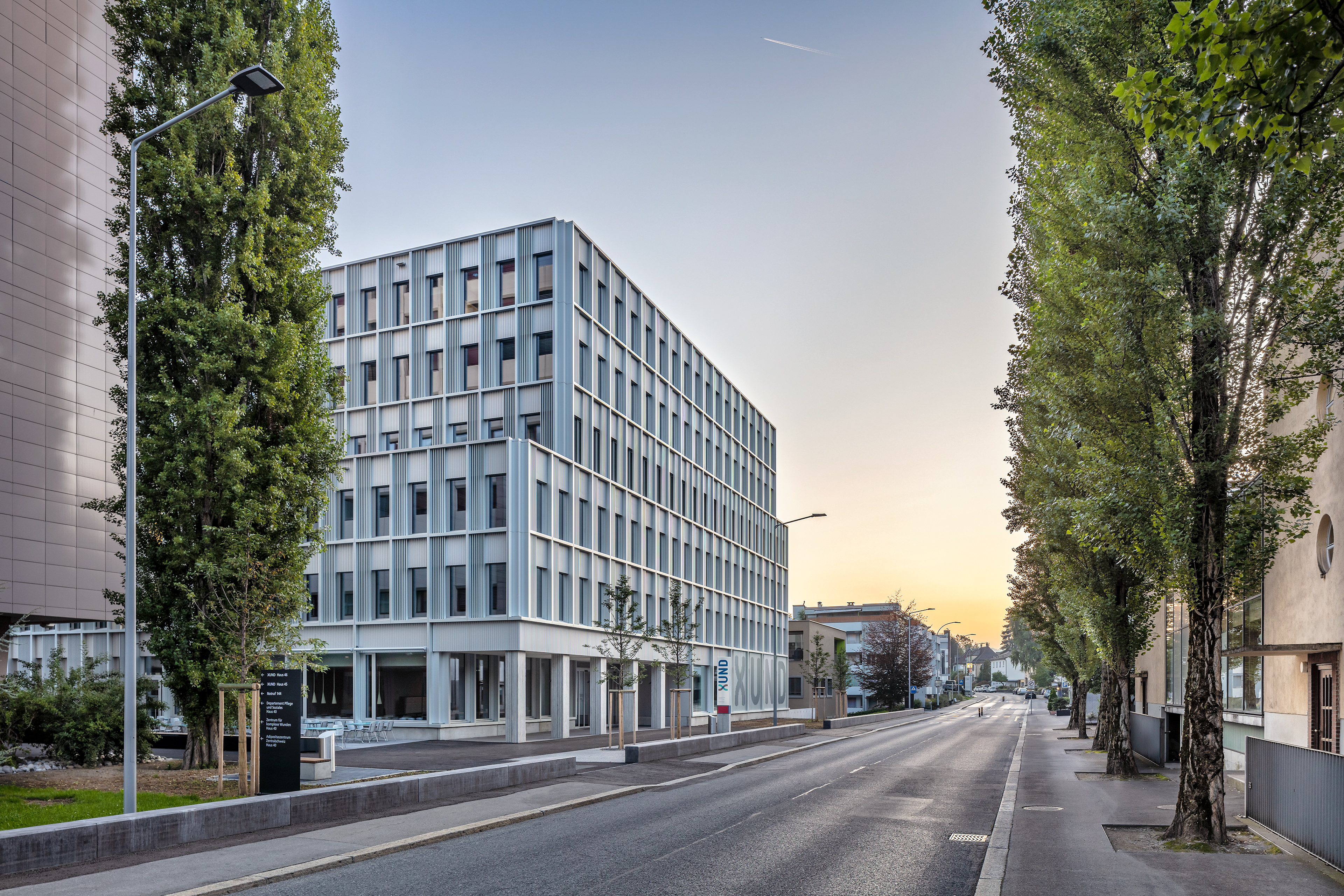
Bildungszentrum XUND am Standort Luzern

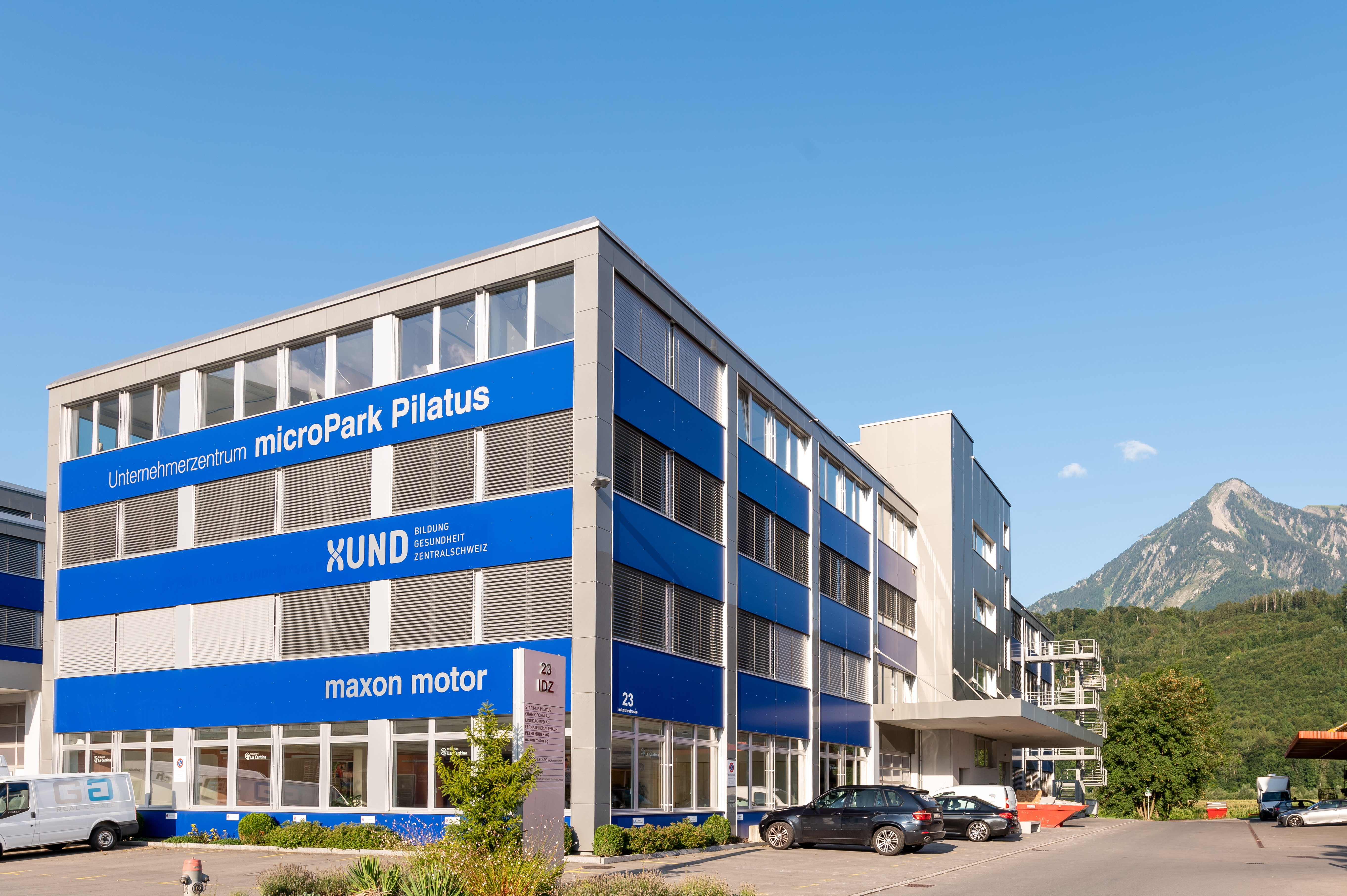
Bildungszentrum XUND in Alpnach

## Angebot
XUND bildet mit Hilfe von externen Dozierenden aus der Praxis und Lehrpersonen Lernende und Studierende aus. Mit den Höheren Fachschulen Pflege und Biomedizinische Analytik, den Nachdiplomstudien Anästhesie-, Intensiv- und Notfallpflege, den überbetrieblichen Kursen Fachpersonen Gesundheit (FaGe) und Assistenzpersonen Gesundheit und Soziales (AGS), sowie Weiterbildungskursen wird ein breites, praxisnahes Aus- und Weiterbildungsangebot «aus einer Hand» angeboten.